# 血液/ガス分配係数
血液/ガス分配係数（けつえきがすぶんぱいけいすう、英: Blood–gas partition coefficient）とは、薬理学において、吸入麻酔薬の血液への溶解度を表す用語である。別名、血液/ガス・オストワルド係数（英: Ostwald coefficient for blood–gas）。ヘンリーの法則によると、血液中の濃度と、その血液と接触しているガス中の濃度の比は、両区画の分圧が等しい場合、十分に低い濃度ではほぼ一定である。分配係数はこの比として定義されるため、単位はない。血液中の麻酔薬の濃度には、血漿中に溶解していない部分と溶解している部分（血漿タンパク質と結合している）がある。吸入した麻酔薬の血液中への溶解度が空気中に比べて高いほど、血液中の血漿タンパク質との結合度が高くなり、血液ガス分配係数が高くなる。
この係数は麻酔の導入速度に反比例する。ここでいう導入速度とは、麻酔薬により入眠に至る速さである。血液/ガス分配係数が高いほど、麻酔導入速度は遅くなる。
新しい麻酔薬（デスフルランなど）は、一般的に古い麻酔薬（ジエチルエーテルなど）よりも血液ガス分配係数が小さい。このため、麻酔の効果発現が速く、麻酔薬の投与を停止すると麻酔からの覚醒も速く、臨床の状況ではこの方が望ましい場合がある。血液/ガス分配手数係数が高い場合、その作用部位である脳（脂質に富む組織）に到達させるために、大量の麻酔薬が体内の血液に取り込まれなければならない。
最小肺胞濃度（Minimum alveolar concentration: MAC）は、痛みを伴う（外科的）刺激を受ける被験者の半数において体動を妨げる麻酔ガスの肺胞濃度と定義される。つまるところ、麻酔効果を生じるのに必要な呼気ガス濃度であり、麻酔ガスの効力と逆相関の関係にある。
麻酔薬の効力は、脂質の溶解度とも関連しており、油/ガス分配係数で表される。

## 吸入麻酔薬の最小肺胞濃度（MAC）と分配係数の一覧
| 37 °Cでの分配係数・MACの一覧 | 37 °Cでの分配係数・MACの一覧 | 37 °Cでの分配係数・MACの一覧 | 37 °Cでの分配係数・MACの一覧 | 37 °Cでの分配係数・MACの一覧 | 37 °Cでの分配係数・MACの一覧 | 37 °Cでの分配係数・MACの一覧 |
| 麻酔薬                       | MAC (%)                      | 血液/ガス                    | 油/ガス                      | 脳/血液                      | 筋肉/血液                    | 脂肪/血液                    |
| ---------------------------- | ---------------------------- | ---------------------------- | ---------------------------- | ---------------------------- | ---------------------------- | ---------------------------- |
| 亜酸化窒素                   | 105                          | 0.47                         | 1.4                          | 1.1                          | 1.2                          | 2.3                          |
| ハロタン                     | 0.74                         | 2.4                          | 224                          | 2.9                          | 3.5                          | 60                           |
| イソフルラン                 | 1.15                         | 1.4                          | 97                           | 2.6                          | 4.0                          | 45                           |
| セボフルラン                 | 2                            | 0.65                         | 42                           | 1.7                          | 3.1                          | 48                           |
| デスフルラン                 | 5.8                          | 0.45                         | 18.7                         | 1.3                          | 2.0                          | 27                           |
| メトキシフルラン             | 0.2                          | 12                           |                              |                              |                              |                              |
| エンフルラン                 | 1.58                         | 1.9                          |                              |                              |                              |                              |